# Lomas de Comanjilla
Lomas de Comanjilla es una localidad del estado mexicano de Guanajuato. Es parte del municipio de León.

## Toponimia
El nombre «Comanjilla» proviene del término en purépecha: comanjá. Su significado es «lugar fresco» o «lugar a la sombra».

## Demografía
| Gráfica de evolución demográfica |
|                                  |

| Censo | Población |
| ----- | --------- |
| 1990  | 187       |
| 2000  | 339       |
| 2010  | 560       |
| 2020  | 1 035     |